# Bisbat de Beneventum
El Bisbat de Beneventum (en llatí: Dioecesis Beneventensis) és una seu suprimida i seu titular de l'Església Catòlica.

## Història
Beneventum, potser identificable amb les ruïnes de Beniata a l'actual Tunísia, és una antiga seu episcopal a la província romana de l'Àfrica Proconsular, sufragània de l'arxidiòcesi de Cartago.
Es coneixen dos bisbes de Beneventum africà. Al concili d'Arle del 314 a la Gàl·lia hi havia present Anastasius episcopus de civitate Beneventum. El seu nom apareix sota la rúbrica item provincia Africa entre els bisbes Víctor d'Útica i Faust de Thuburbo Majus. Entre els bisbes catòlics convocats a Cartago el 484 pel rei vàndal Huneric va participar Gulos.
Avui, Beneventum sobreviu com a bisbat titular. La plaça està vacant des del 5 d'octubre de 2019.

## Cronologia de bisbes
- Anastasi † (esmenat el 314)
- Gulos † (esmenat el 484)

## Cronologia de bisbes titulars
| Bisbes Titulars d'Amicles |                            |                                          |                  |                   |
| Nr.                       | Nom                        | Càrrec                                   | de               | fins              |
| 1                         | Carlos Oviedo Cavada, OdeM | Bisbe auxiliar de Concepción             | 21. Març 1964    | 25. Març 1974     |
| 2                         | Tadeusz Gocłowski, CM      | Bisbe auxiliar de Gdańsk                 | 22. Març 1983    | 31. Desembre 1984 |
| 3                         | Manuel Monteiro de Castro  | Nunci apostòlic bisbe de la cúria romana | 16. Febrer 1985  | 18. Febrer 2012   |
| 4                         | Konrad Krajewski           | bisbe de la cúria romana                 | 3. Agost 2013    | 28. Juny 2018     |
| 5                         | Michael Czerny             | bisbe de la cúria romana                 | 3. Setembre 2019 | 5. Octubre 2019   |